# Michele Gori

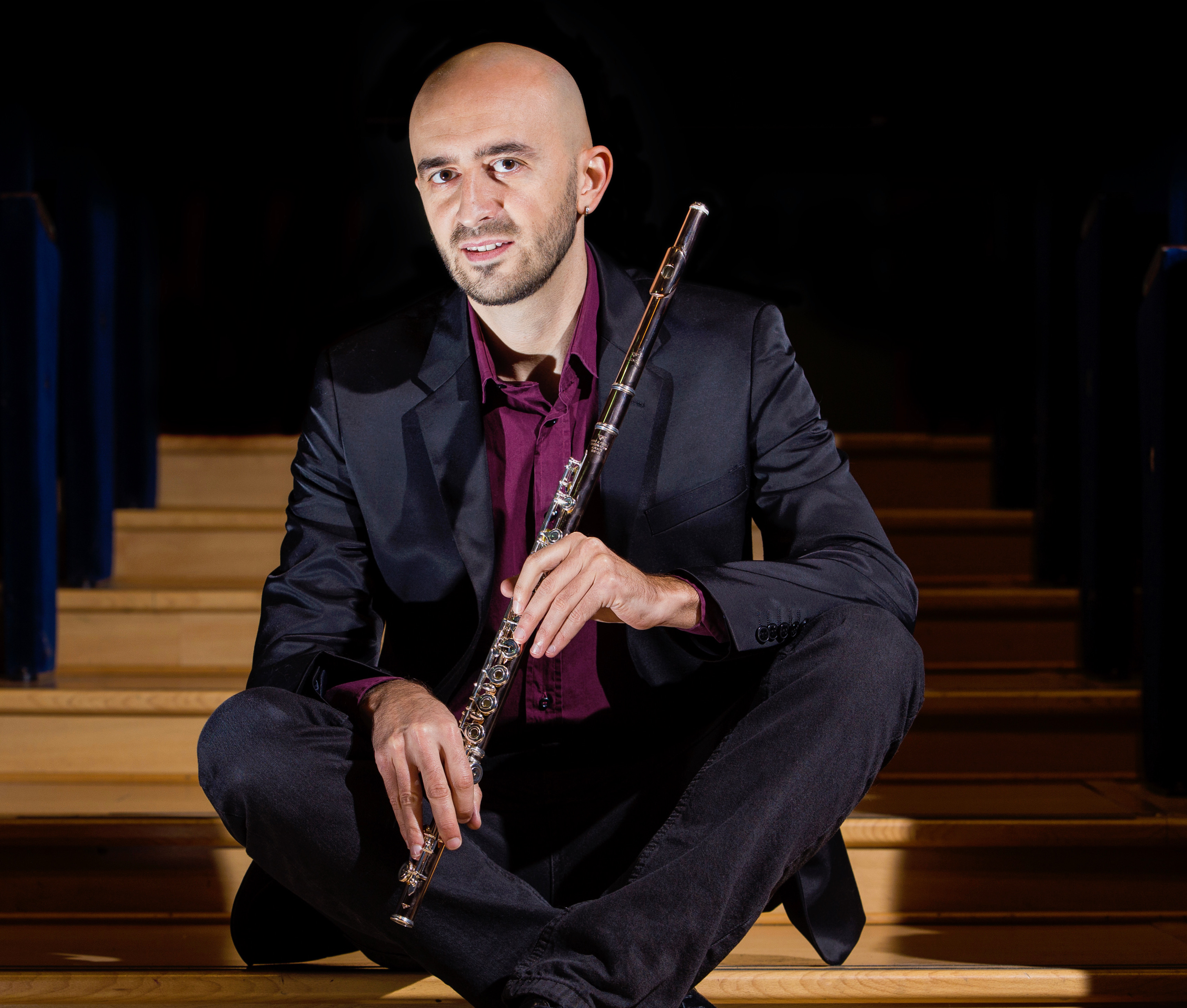
Michele Gori (2017)

Michele Gori (* 24. Februar 1980 in Domodossola) ist ein italienischer Jazzmusiker (Flöte, Komposition). Er ist international als Flötenspezialist anerkannt.

## Leben und Wirken
Gori erhielt ersten Flötenunterricht im Alter von neun Jahren bei der Philharmonischen Gesellschaft von Villadossola unter der Leitung seines Onkels Stefano Gori. Nach seinem Abitur am Gymnasium „Giorgio Spezia“ in Domodossola absolvierte er im Jahr 2000 ein Studium im Fach Querflöte am Konservatorium „Guido Cantelli“ in Novara und begann seine berufliche Laufbahn als Flötist in Kammermusik- und Orchestergruppen und als Flötenlehrer an Schulen. 2001 begann er, sich näher mit dem Jazz zu beschäftigen; er belegte Kurse bei Fabrizio Spadea und Ramberto Ciammarughi. 2004 zog er nach Paris, wo er am Centre d’Informations Musicales Jazzflöte bei Bernard Duplaix und Jazzpiano bei Frank Woeste bis zum Diplom studierte. 2009 erwarb er am Conservatorio „Giuseppe Verdi“ in Mailand das akademische Diplom für Jazzmusik. Weiteren Unterricht nahm er bei Enrico Rava und Sam Most.
2007 veröffentlichte SplascH Records Goris Debütalbum My Jazz Flutes mit seinem Quartett, das (auch 2022 noch) aus Roberto Olzer am Klavier, Roberto Mattei am Kontrabass und Nicola Stranieri am Schlagzeug besteht. 2011 folgte mit Flute Stories ein weiteres Album in Quartettbesetzung. Seit 2012 tritt er regelmäßig in Solokonzerten auf, in denen er mit Hilfe der Elektronik Flöten in verschiedenen Lagen kombiniert. Dazu nutzte er als einer der ersten Flötisten eine Loop-Station; zusätzlich wurde er bald zu einem Pionier im Experimentieren mit Live-Elektronik. 2015 nahm er das Album The Electric Flute auf, das international von der Fachwelt positiv aufgenommen wurde. Mit seinen Flötenkollegen Stefano Benini und Stefano Leonardi spielte er zudem in der Combo Flut3ibe. Weiterhin betreibt er mit dem Akkordeonisten Roberto Gervasi ein Quartett. Er ist auch auf Alben mit Rosalia de Souza, mit Renato Pompilio, dem Lampronti-Olivieri Duo und dem Zeitgeber Ensemble zu hören.
Seit 2002 verfasst Gori für die Website Jazzitalia eine der Jazzflöte gewidmete Rubrik mit bisher 30 Folgen. 2008 veröffentlichte er seine erste didaktische Publikation, Jazz Flute Training I bei Casa Musicale Eco, der weitere folgten. Seit 2011 wurde er regelmäßig als Konzertkünstler und Dozent zu Flötenkongressen in Europa und den Vereinigten Staaten eingeladen; zudem gab er Jazzflöten-Meisterkurse an europäischen Konservatorien. Ab 2012 lehrte er als Professor am Konservatorium von Ferrara; als erster italienischer Flötist leitete er dort einen vom Bildungsministerium anerkannten speziellen Kurs für Jazzflöte. Er trat auch für die offizielle Aufnahme der Querflöte in das Programm der dreijährigen Jazzstudiengänge in Italien ein. Seit 2018 ist er Professor für Jazz und Koordinator der Abteilung für Jazzmusik am Conservatoire „Emmanuel Chabrier“ in Clermont-Ferrand.

## Preise und Auszeichnungen
Gori wurde 2009 mit dem Premio Brusoni für seine künstlerische Tätigkeit im Bereich der Jazzflöte ausgezeichnet. In den Jahren 2016 und 2017 gewann er die Leser-Umfrage von Jazzit als bester italienischer Jazzflötist.

## Diskographische Hinweise
- Michele Gori Quartet: My Jazz Flutes (SplascH Records, 2007)
- Michele Gori Quartet: Flute Stories (Dodicilune Edizione, 2011)
- Flut3ibe: Moiré (Nu Bop Records, 2011, mit Stefano Benini, Stefano Leonardi, Matteo Turella, Enrico Terragnoli, Nicola Stranieri)
- The Electric Flute (MG Music, 2015, solo)
- Flut3ibe: Live in Sant’Anna Arresi (Nu Bop Records, 2017, mit Stefano Benini, Stefano Leonardi, Andrea Tarozzi, Nicola Stranieri)
- Jazz Flute Solo (MG Music, 2021, solo)

## Lehrveröffentlichungen und Noten
- 2008 – Jazz Flute Training vol.I (Casa Musicale Eco)
- 2010 – Jazz Flute Training vol.II (Casa Musicale Eco)
- 2011 – Jazz Flute Solos (Casa Musicale Eco)
- 2015 – Play the Jazz Flute (MG Music)
- 2015 – Flute Duets (MG Music, mit Marco Rainelli)
- 2018 – Dave Valentin Jazz Flute Solos (Casa Musicale Eco)
- 2019 – xniryS (Alfonce Production)
- 2021 – Jazz Flute Music (Billaudot Éditions)